# Diagramma pictum
Diagramma pictum · Diagramme peint, Diagramme ponctué, Castex, Diagramme voilier
Espèce
Diagramma pictum, communément nommé Diagramme peint, Diagramme ponctué ou Castex , est une espèce de poisson marin de la famille des Haemulidae.
Le Diagramme peint est présent dans les eaux tropicales de l'Indo-Ouest Pacifique, Mer Rouge incluse.
Sa taille maximale est de 100 cm mais sa taille commune est de 55 cm .

## Parasites
Comme les autres poissons, cette espèce est l'hôte de nombreux parasites. En Nouvelle-Calédonie, on a trouvé dans son intestin le digène Lepocreadiidae Holorchis castex et le digène Monorchiidae  Lasiotocus plectorhynchi  et dans son estomac le nématode Cystidicolidae Metabronemoides mirabilis.
La littérature mentionne aussi la présence d'un nématode Camallanidae, d'un isopode, et d'une sangsue, tous non identifiés au niveau spécifique.

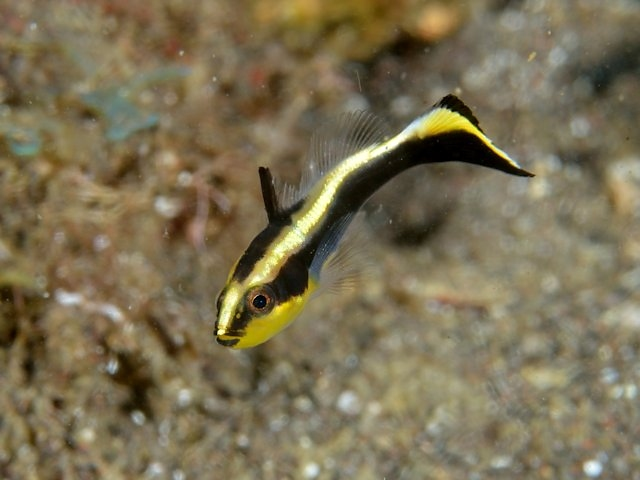
Diagramma pictum, juvénile

## Synonymes taxonomiques
- Diagramma picta (Thunberg, 1792) (orthographe incorrecte)
- Diagramma pictus (Thunberg, 1792) (orthographe incorrecte)
- Perca picta Thunberg, 1792
- Plectorhinchus pictus (Thunberg, 1792)
- Plectorhynchus pictus (Thunberg, 1792) (orthographe incorrecte)
- Plectorrhinchus pictum (Thunberg, 1792) (orthographe incorrecte)
- Spilotichthys pictus (Thunberg, 1792)

## Liste des espèces et sous-espèces
Selon NCBI (17 octobre 2013) :
- Diagramma picta
  - sous-espèce Diagramma picta picta